# Basilique Saint-Nazaire de Brolo
La basilique Saint-Nazaire de Brolo (en italien basilica San Nazaro in Brolo) est une église située dans le quartier Niguarda de Milan, en Italie, et consacrée à Nazaire de Milan. 

## Historique
Ce monument religieux fut édifié par Ambroise de Milan (340-397), évêque de la ville et Docteur de l'Église sur la voie Mediolanum qui se dirige vers Rome à la suite d'un songe qu'il eut au cours de l'année 395. Ambroise aurait eu la révélation du lieu où saint Nazaire avait été inhumé dans un jardin hors de la ville au Ier siècle. Le corps aurait été exhumé, découvert intact, et transporté dans cette basilique qu'il consacra aux apôtres et qu'il dédia à Nazaire, partit prêcher l’Évangile en Gaule et qui de retour à Milan fut condamné à mort et exécuté sous Néron. 

## Description
La basilique San Nazaro est situé sur l'axe Milan-Rome, ancienne Via Mediolanum. L'église est mitoyenne du grand bâtiment de l'ospedale Maggiore de Milan, édifié sur les plans du célèbre architecte Le Filarète. Elle est la plus ancienne église en croix latine dans l'histoire de l'art occidental. L'accès à la basilique Apostolorum s'effectue à travers le portail qui se trouve sur le mur opposé à l'entrée de la chapelle Trivulzio. L'intérieur de l'église est composée d'un croisement entre une croix latine et une croix grecque. La nef est constituée de deux travées couvertes d'une voûte en croisée d'environ 25 mètres. Le chœur et son autel de style baroque en marbre massif, est dominé par  un orgue du XVIIIe siècle. Le long des murs, des peintures représentent quelques saints et des scènes de la vie de Jésus.
La façade principale, qui donne sur la place, est une structure imposante de la façade de la chapelle Trivulzio. Elle forme extérieurement un carré, avec une maçonnerie de briques rouges et d'une corniche, avec des pilastres de marbre dans leur partie inférieure de type toscan et ionique et dans le coin supérieur gauche inachevé. Le portail s'ouvre, avec un fronton triangulaire en marbre, flanqué de deux portes fortifiées. Au-dessus, un bas-relief représente le blason de Trivulzio, flanqué des armoiries de Bartolomeo Colleoni (à gauche) et de Gonzaga (à droite), en l'honneur de ces deux illustres familles. Au centre de la partie supérieure, une fenêtre à meneaux s'ouvre. La chapelle est surmontée d'une lanterne octogonale.
Le transept gauche forme une grande abside. Il est décoré le long du bord supérieur par une série d'arcatures aveugles, tandis que dans le milieu, en bas, il y a un grand portail clos ayant un petit porche soutenu par deux colonnettes. Côté de l'abside du transept gauche se trouve la chapelle de Sainte-Catherine réalisée par Antonio da Lonate (1456-1541), avec l'inspiration des œuvres de Bramante et qui est caractérisée par une coupole avec tambour cylindrique et un toit conique.

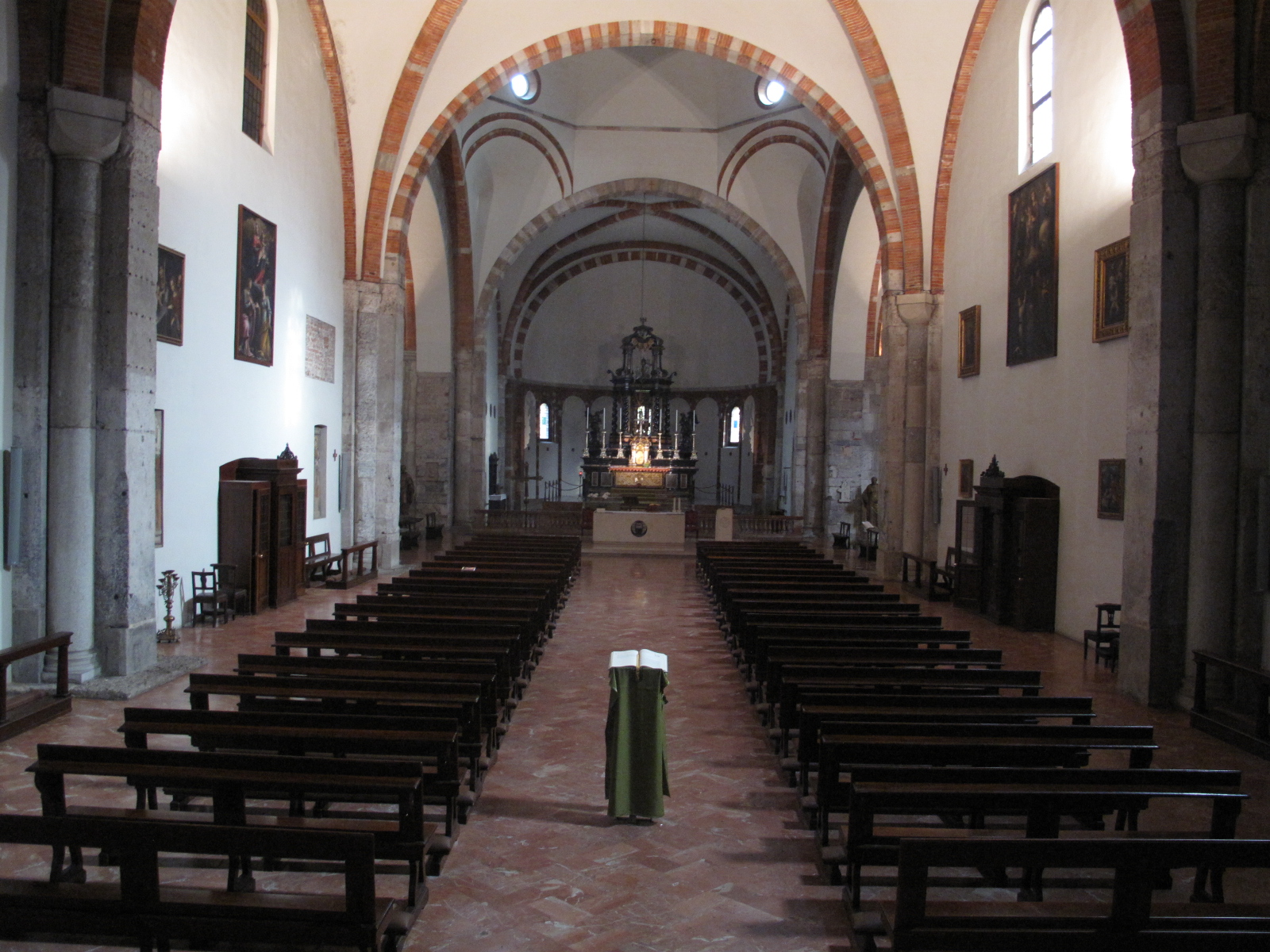
Intérieur de la basilique San Nazaro.
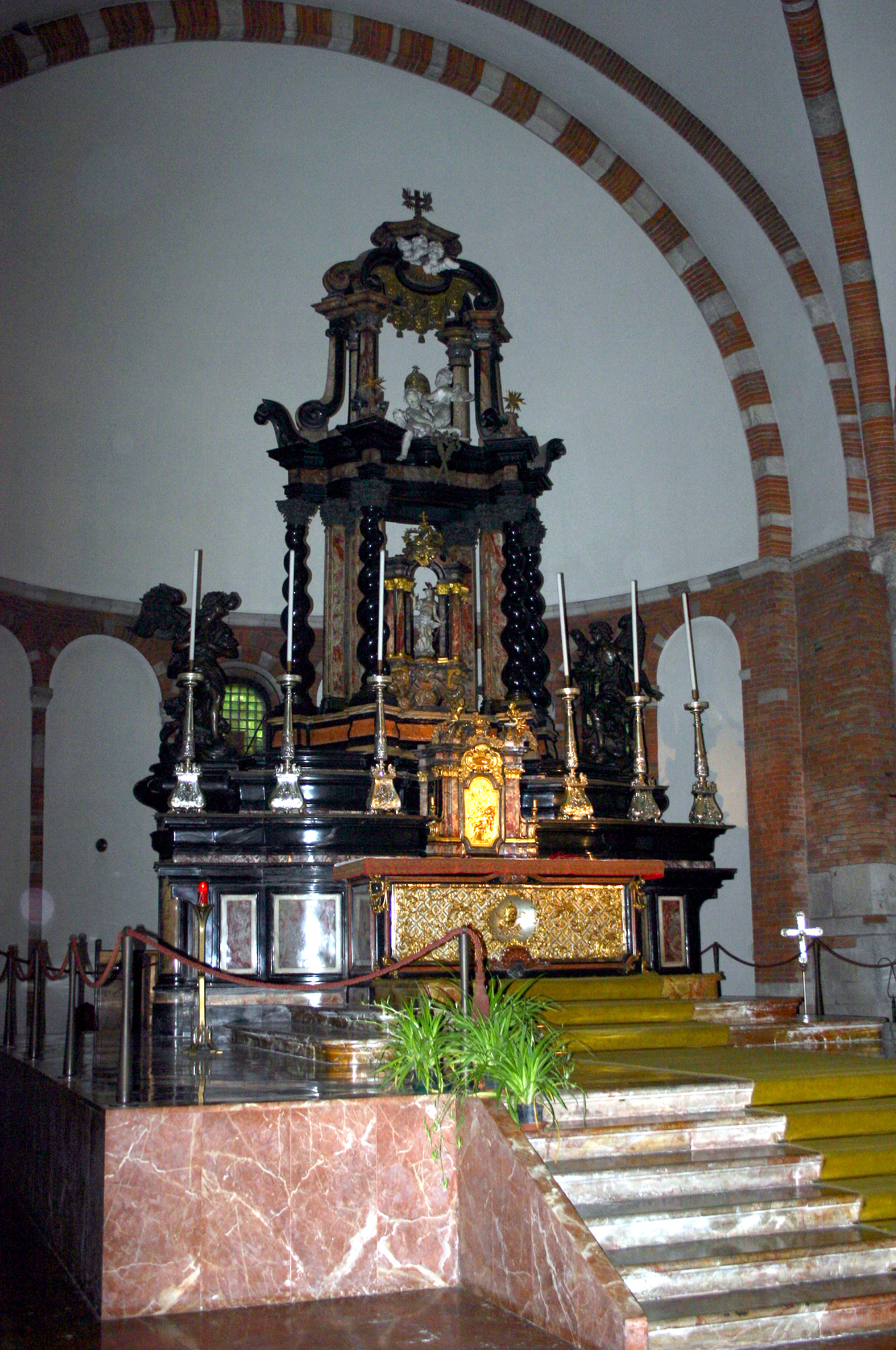
L'autel en marbre de la basilique San Nazaro.
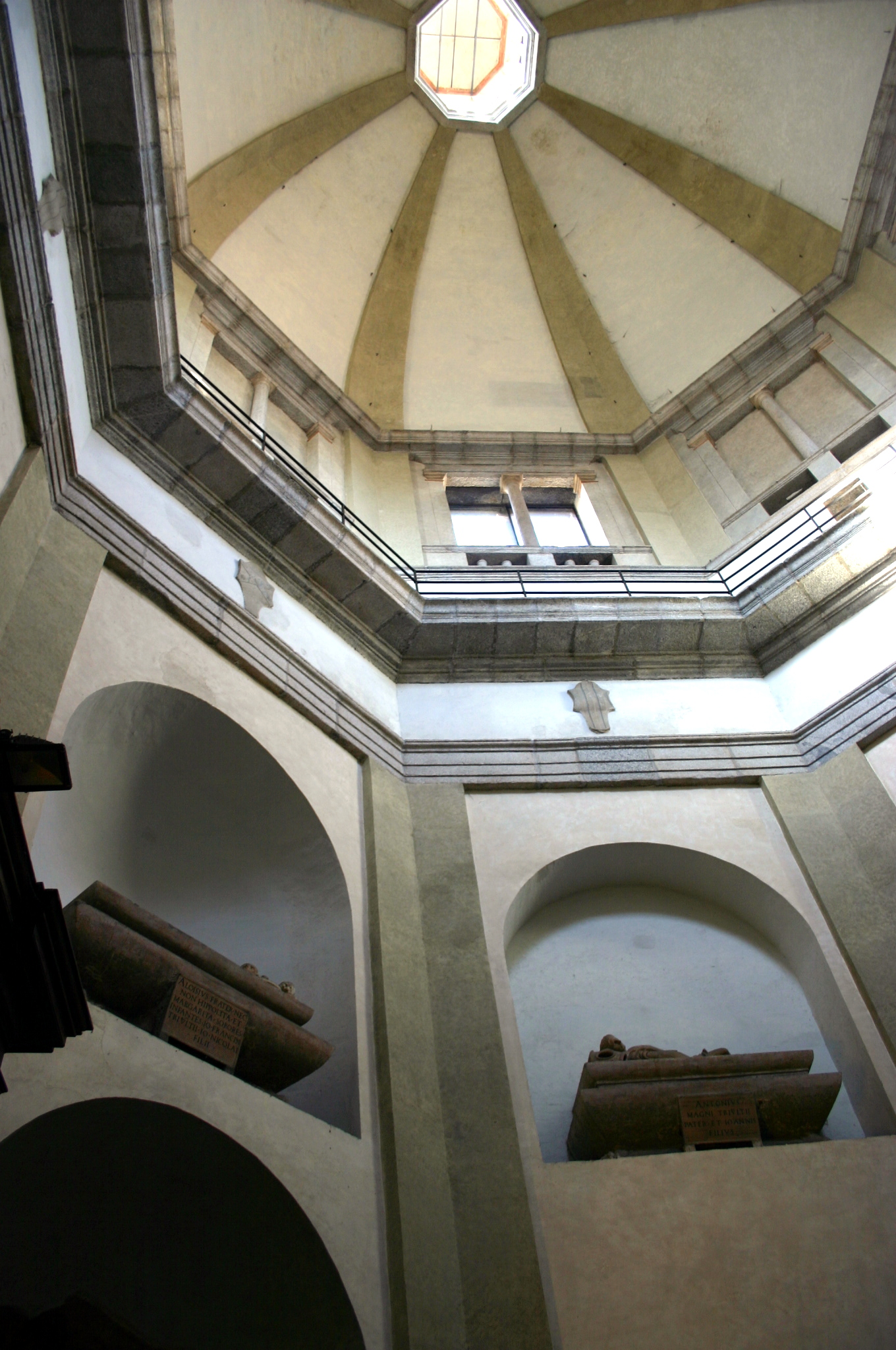
Chapelle Trivulzio. de la basilique San Nazaro.
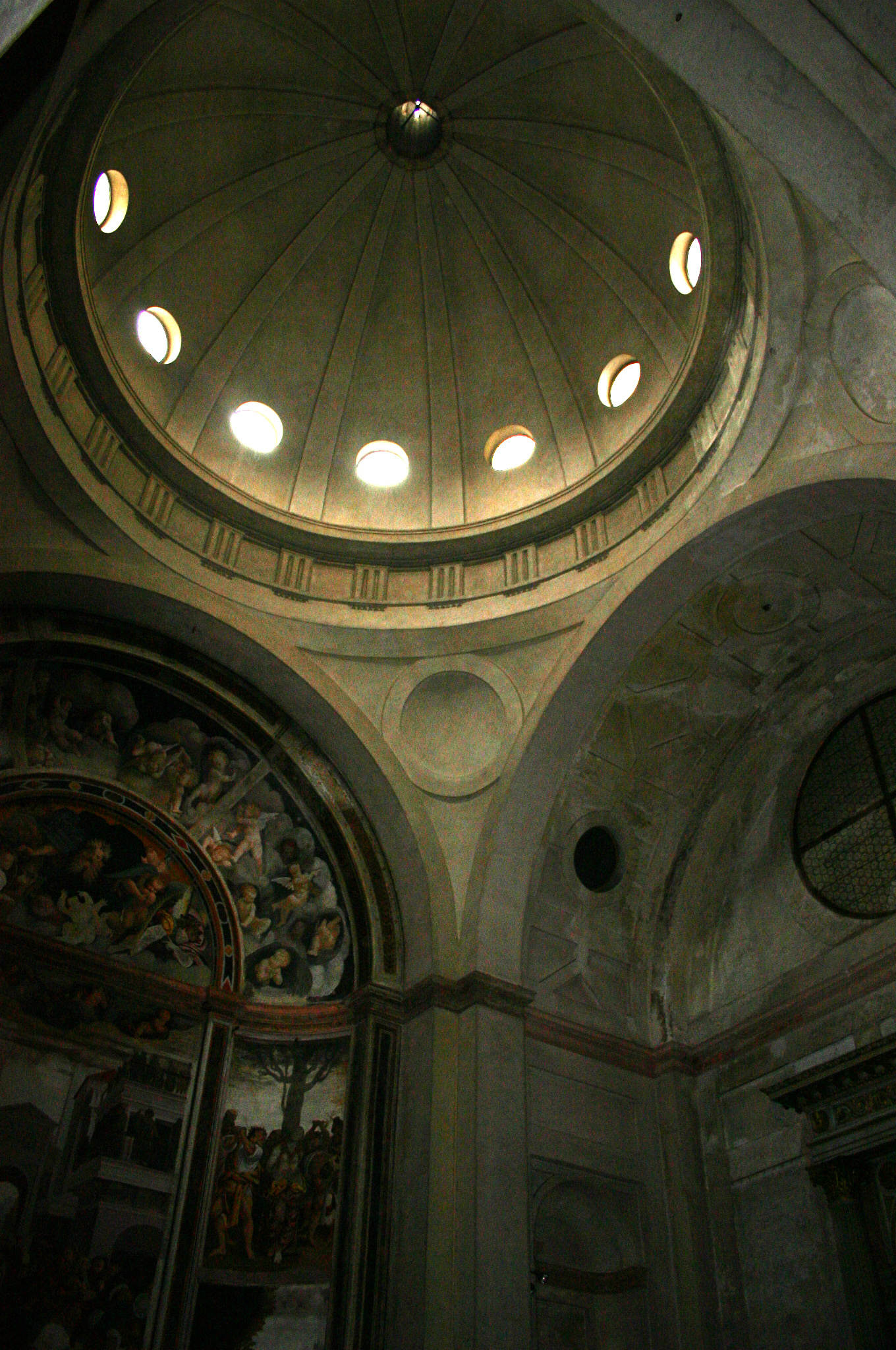
Chapelle sainte Catherine de la basilique San Nazaro.
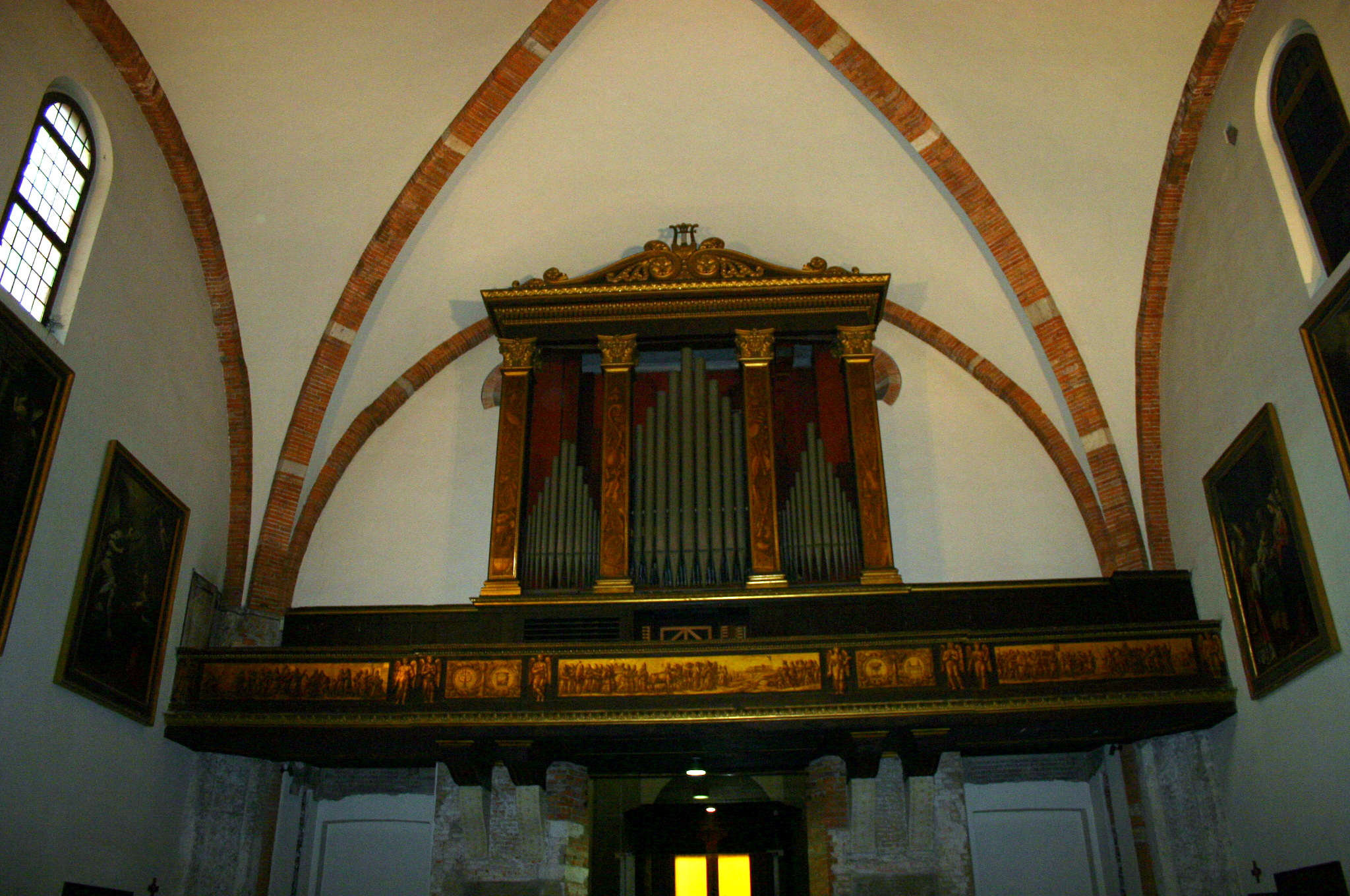
Le grand orgue de la basilique.
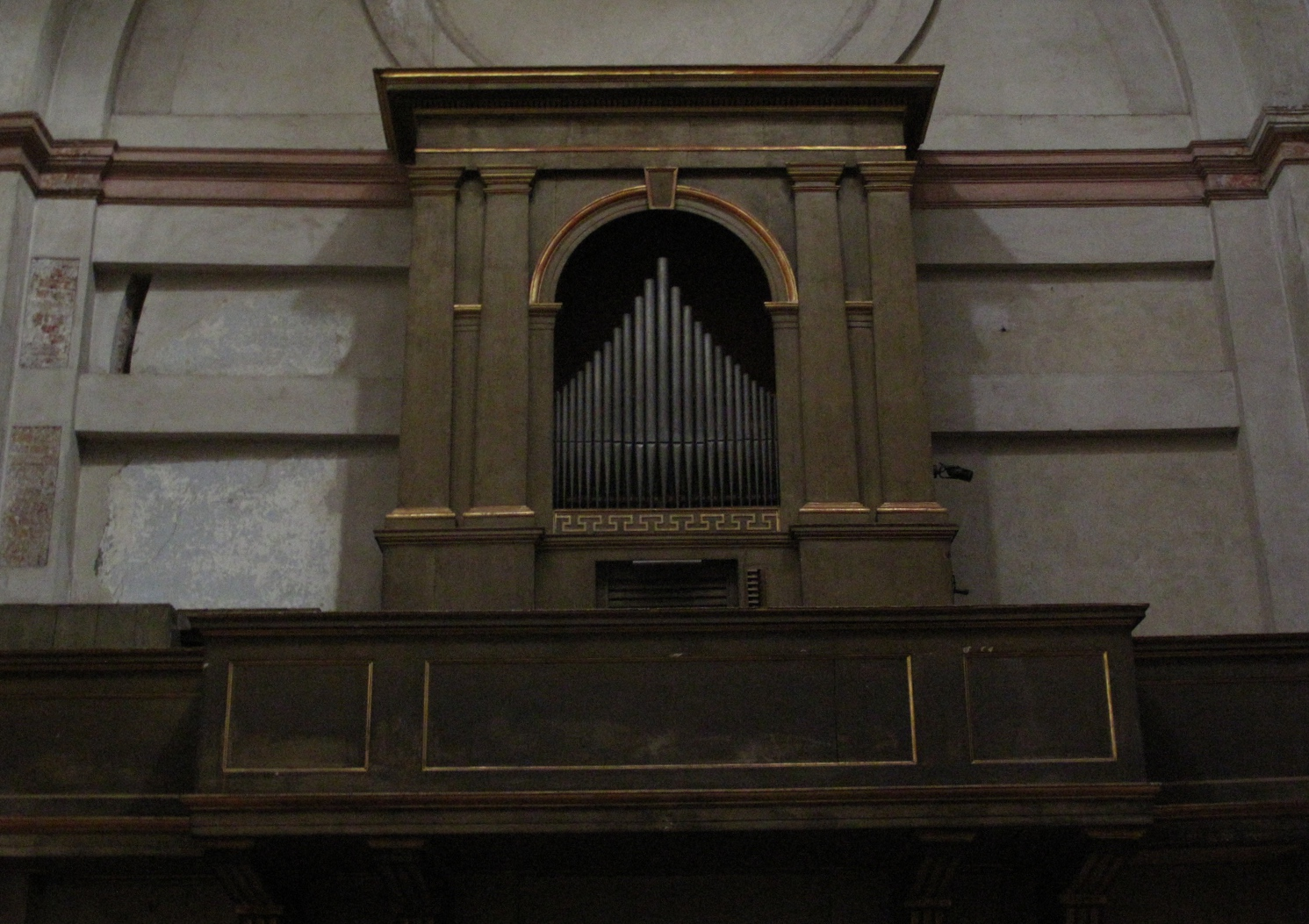
Le petit orgue de la chapelle sainte Catherine.